# Danuta Brzosko-Mędryk
Danuta Brzosko-Mędryk (ur. 4 sierpnia 1921 w Pułtusku, zm. 1 września 2015) – polska lekarka stomatolog, pisarka, autorka wspomnień z obozu koncentracyjnego pt. Niebo bez ptaków.
W trakcie okupacji niemieckiej w Polsce uczennica tajnego kursu licealnego prowadzonego przez nauczycieli Gimnazjum im. Królowej Jadwigi w Warszawie. Aresztowana przez gestapo dwukrotnie. Po raz pierwszy 16 lipca 1940 podczas egzaminu maturalnego w mieszkaniu na ulicy Śniadeckich w Warszawie. Ustny egzamin maturalny ukończyła będąc więźniarką Pawiaka w trakcie więziennego spaceru. Zwolniona nieoczekiwanie wraz z innymi maturzystami i nauczycielami po 3 tygodniach. Po raz drugi aresztowana w związku z działalnością w ZWZ–AK w swoim domu przy ulicy Mokotowskiej w Warszawie w dniu 14 sierpnia 1942. Przewieziona do obozu koncentracyjnego Lublin KL (Majdanek) w dniu 18 stycznia 1943, gdzie otrzymała numer więźniarski 4650. Pracowała początkowo w kolumnie podwórzowej tzw. Hoffkolonne oraz jako sprzątaczka w tzw. Reinigungskommando. Później została wybrana do pracy w więźniarskim szpitalu obozowym dla kobiet tzw. rewirze, w charakterze pielęgniarki.
Przewieziona 19 kwietnia 1944 do obozu Ravensbrück, gdzie otrzymała 21 kwietnia 1944 numer obozowy 36342. Stamtąd odesłana do pracy w Arbeitslager der HASAG Komando Lipsk podobozie KL Buchenwald pracującym dla firmy HASAG. Jej pasiak wraz z numerem 3050 można zobaczyć w zbiorach Muzeum Więzienia Pawiak w Warszawie. Po wyzwoleniu powróciła do Polski, gdzie odnalazła matkę Marię Brzosko. Jej ojciec Zygmunt Brzosko był szefem Kwatery Głównej Polskich Sił Zbrojnych w Beaulieu we Francji.
Ukończyła studia na Wydziale Stomatologii Uniwersytetu Łódzkiego. Napisała wiele książek. Była członkiem Związku Literatów Polskich oraz Unii Polskich Pisarzy Lekarzy. Była jedną z inicjatorek powołania Towarzystwa Opieki nad Majdankiem. Zeznawała w Nowym Jorku w trakcie procesu ekstradycyjnego Herminy Braunsteiner-Ryan oraz później w trakcie Procesu Załogi Majdanka w Düsseldorfie. Brała udział w pracach związanych z inicjacją budowy Centrum Zdrowia Dziecka oraz organizowała zagraniczną pomoc dla tej instytucji w okresie stanu wojennego. Przez długi czas brała udział w sympozjach i spotkaniach. Za swoje zasługi była wielokrotnie odznaczana, w tym Krzyżem Komandorskim, Krzyżem Oficerskim, Krzyżem Kawalerskim Orderu Odrodzenia Polski oraz Krzyżem Oświęcimskim.
Jej książka pt. „Niebo bez ptaków”, była powodem dla którego w 1971 rząd USA powołał ją na bezpośredniego świadka w procesie o deportację zbrodniarki wojennej Hermine Braunsteiner-Ryan. W swoich książkach przedstawia warunki bytowania w obozach, prześladowania, wyniszczającą pracę, wewnętrzną organizację więźniarek, samoobronę, samopomoc i kontakty z ludźmi zza drutów.
Autorka scenariusza do filmu opartego na wydarzeniach z procesu z 1972 pt. Zagrożenie z 1976 roku.
W pięćdziesięciolecie wybuchu II wojny światowej otrzymała w Akwizgranie nagrodę pokojową Aachener Friedenspreis.
9 września 2015 została pochowana na cmentarzu Powązkowskim w Warszawie.

## Książki
- Czy świadek szuka zemsty?
- Matylda
- Mury w Ravensbrück
- Niebo bez ptaków
- Powiedz mojej córce
- Spirale życia
- Warszawskie dziewczęta